# Online-Casino
Als Online-Casinos werden virtuelle Casinos bezeichnet, auf die über das Internet zugegriffen werden kann. Online-Casinos ermöglichen das Wetten und Spielen von Casinospielen über an das Internet angeschlossene Endgeräte (PC, Smart-TV, Tablet usw.).
Regulierte Online-Casinos weisen üblicherweise die gleichen Gewinnchancen und Auszahlungsquoten wie stationäre Spielbanken auf, wobei manche Betreiber, beispielsweise bei Slot-Machine-Spielen, höhere Rückzahlungsquoten zur Kundenrekrutierung anbieten. Bei vielen Anbietern finden sich die Rückzahlungsquoten der einzelnen Spiele auf deren Webseite. Kernprinzip einer Software für das Glücksspiel ist ein funktionierender Zufallszahlengenerator. Bei Tischspielen wie Blackjack ist der Hausvorteil durch die Regeln vorgegeben oder einprogrammiert. Casinosoftware kann von Betreiberfirmen auch geleast werden.
Aufgrund steuerlicher und rechtlicher Vorteile haben viele Betreiber von Online-Casinos ihren Sitz in Offshore-Finanzplätzen wie Gibraltar oder innereuropäischen Ländern wie Isle of Man, Zypern oder Malta. In der Regel bieten diese Länder staatlich kontrollierte und reglementierte Glücksspiellizenzen an.

## Arten von Online-Casinos

### Web-basierte Online-Casinos
Web-basierte Casinos können direkt über einen Internet-Browser genutzt werden. Das Herunterladen von Software ist hierbei nicht erforderlich. Lediglich bei einigen komplexeren Spielen konnte in der Vergangenheit die Installation von Zusatzprogrammen wie Java, Flash oder Shockwave notwendig sein, was jedoch seit der Obsoleszenz von Java und Flash immer seltener geworden ist. Mittlerweile programmieren immer mehr Anbieter von Casino-Spielen ihre Entwicklungen ausschließlich im HTML5-Format.
Für die Ausführung dieser Spiele ist eine ausreichende Bandbreite bei der Internetverbindung notwendig, da alle Grafiken, Töne und Animationen über den Browser heruntergeladen werden müssen. Die meisten Online-Casinos verfügen mittlerweile über Spiele, die über ein HTML-Interface gesteuert werden können, was insbesondere für mobile Endgeräte wie Tablets und Smartphones sinnvoll ist, die kein Flash unterstützen.

### Download-basierte Casinos
Zahlreiche Online-Casinos erforderten in der Vergangenheit den Download spezieller Software. Die Software verbindet sich mit dem Service-Provider des Casinos und verwaltet den Kontakt ohne zwischengeschalteten Web-Browser. Download-basierte Casinos arbeiten üblicherweise schneller, als die Web-basierten Äquivalente, da alle Komponenten auf der lokalen Festplatte abgespeichert sind und nicht erst heruntergeladen werden müssen. Auf der anderen Seite ist die Erstinstallation der Software oft zeitaufwändig und, wie bei jeder Installation von Programmen aus dem Internet, besteht das Risiko von integrierter Malware.

## Spielangebot
Das Spielangebot in Online-Casinos lässt sich unterteilen in Spiele, die gegen den Computer getätigt werden – sogenannte virtuelle Casino-Spiele – und Spiele, bei denen ein Casino-Spiel real stattfindet, an dem der Spieler mithilfe von Live-Streaming Technologie in Echtzeit teilnehmen kann.

### Virtuelle Casino-Spiele
Bei virtuellen Casinospielen handelt es sich entweder um virtuelle Umsetzungen von Spielautomaten oder um Tischsspiele. Der Ausgang eines Spiels ist hier von Daten aus einem Pseudozufallszahlengenerator (englisch: pseudorandom number generator – PRNG) abhängig. Diese Daten bestimmen beispielsweise die Reihenfolge der Karten in Kartenspielen, oder das Ergebnis eines Würfelwurfs oder Drehs am Roulette-Kegel. PRNGs basieren auf einer Reihe von mathematischen Regeln (PRNG-Algorithmus), die eine lange Sequenz von Zahlen generieren, die den Anschein von echter Zufälligkeit erwecken. Obwohl diese Methode keinen echten Zufall imitieren kann, da Computer ohne externen Input keinen echten Zufall imitieren können, genügen PRNGs den wichtigsten Kriterien, um die Fairness der Spiele zu gewährleisten.
Die richtige Implementierung des PRNG-Algorithmus (z. B. der Mersenne-Twister) gewährleistet, dass die Spiele sowohl fair als auch unvorhersehbar sind. Allerdings gewähren Online-Casinos keinen Einblick in die Funktionsweise der Software, weshalb die Spieler blind darauf vertrauen müssen, dass kein übermäßiger Hausvorteil implementiert wurde. Die Funktionsweise und der verwendete Algorithmus wird bei regulierten Online-Casinos von externen Instanzen überprüft, um zu gewährleisten, dass die Gewinnmargen des Anbieters mit den Chancen der Spiele übereinstimmen.
Eine weitere Methode zur Überprüfung des Fairplay von Onlinecasinos besteht in der Seed-key-Generierung durch den Casino-Server vor der Anzeige der Ergebnisse, und die Veröffentlichung der Prüfsumme dieses Werts. Nach dem Ausgang des Spiels, kann der Spieler den Seed key über ein Webinterface überprüfen und damit sicherstellen, dass der Ausgang des Spiels nicht manipuliert wurde. Diese Methode funktioniert bei Multiplayer-Spielen (wie beispielsweise Poker) allerdings nicht.

### Live-Dealer-Spiele
In einem Live-Dealer Casino wird das jeweilige Spiel durch einen menschlichen Croupier moderiert, dessen Spielaktionen und Kommunikation über Livestream übertragen wird. Die Aktionen durch den Spieler erfolgen über eine Konsole auf dem Bildschirm und die Kommunikation mit dem Dealer erfolgt über ein Chatfenster. Die erforderlichen Spielparameter werden über Optical Character Recognition (OCR – Software, die Bildmaterial erkennt und in Daten umwandelt) zu Daten verarbeitet, die von der Software verwendet werden kann. Die Spieler können mit dem Spiel in derselben Weise interagieren, wie in einem regulären virtuellen Casinospiel, allerdings ist der Ausgang des Spiels nicht von Zufallszahlengeneratoren abhängig, sondern von physischen Interaktionen.
Für die Betreiber solcher Spiele ist der finanzielle Aufwand um einiges größer, als das Angebot einfacher virtueller Casinospiele. Für den Betrieb werden mindestens ein Livestudio mit einem oder mehreren Kameramännern und einigen Croupiers, ein Server- und Softwareraum und ein Analysestudio benötigt. Zusätzlich muss ein Pit-Boss als Schiedsrichter für Meinungsverschiedenheiten und Regelverstößen und ein IT-Manager für die reibungslose Funktion der Casinosoftware engagiert werden.
Der hohe finanzielle Aufwand beim Betrieb solcher Casinos ist der Grund, warum Live-Dealer-Casinos nur die populärsten Spiele, wie Roulette, Blackjack, Sic Bo und Baccarat in diesem Format anbieten. Das Angebot derselben Spiele als virtuelle Version ist für die Betreiber im Verhältnis um einiges günstiger, weshalb es für Betreiber virtueller Casinos nicht unüblich ist, hunderte von verschiedenen Spielen anzubieten.
Das Angebot von Live-Dealer-Casinos existiert in unterschiedlichen Modifikationen. Manche Betreiber übertragen die Dealerinteraktionen beispielsweise auf ihrem eigenen Fernsehsender, während andere die Spiele nur auf ihrer Webseite anbieten. Oftmals kann die Spielerinteraktion auch über Smart-TV und Smartphones abgewickelt werden.
In aller Regel bieten web-basierte Online-Casinos Spiele mit Live-Dealer innerhalb ihres üblichen Spieleportfolios an, sodass eigenständige Live-Dealer-Casinos generell nicht vorkommen, sondern es sich vielmehr um eine Kategorie innerhalb des Spielangebots von Online-Casinos handelt.

## Sicherheit
Online-Casinos verwenden Verschlüsselungssysteme, um die Daten zwischen dem Online-Casino und dem Endgerät des Spielers zu verschlüsseln. Um Geldwäsche, Untreue und Betrug auszuschließen, sind die Unternehmen, die die Casinos betreiben zudem dazu verpflichtet, die Identität der Spieler über ein KYC-Verfahren zu verifizieren. Die staatliche Regulierung stellt in aller Regel eine wiederkehrende Überprüfung der verwendeten Zufallszahlengeneratoren sicher.

## Boni
Boni bilden häufig einen Bestandteil der Marketingstrategien von Online-Casinos, die neue Kunden anwerben bzw. Bestandskunden behalten möchten. Dabei vergeben die Betreiber im Wesentlichen Spielkapital und binden dadurch im Gegenzug Spieler an das Online-Casino. Solche Boni sind meist an Umsatzregeln geknüpft (als Beispiel: Der Bonusbetrag muss mindestens 20 Mal umgesetzt bzw. gespielt werden, um sich den Gewinn auszahlen zu lassen), um zu verhindern, dass sich der Spieler den erhaltenen Bonus nicht direkt nach dem Erhalt einfach auszahlen lassen kann. Die Umsatzregeln sind üblicherweise so ausgerichtet, dass mit einem für den Spieler negativen Ausgang gerechnet werden kann, so als hätte er den Bonusbetrag eingezahlt. Manche Online-Casinos beschränken den Einsatz des Bonusbetrags noch weiter, beispielsweise durch das Verbot des risikoreduzierten Wettens, wie das Setzen auf sowohl Rot als auch Schwarz beim Roulette, oder das Verbot, den Bonus bei Spielen mit geringem Hausvorteil einzusetzen. So tragen Roulette und Blackjack meist weniger zum sogenannten wagering, dem Spielen, bis der Bonus zur Auszahlung oft genug umgesetzt ist, bei.
Ähnliche Strategien sind auch in echten Spielbanken in Form sogenannter „Comps“ (von Englisch: „complimentary items“, zu Deutsch etwa: kostenlose Dinge) anzutreffen. Dabei handelt es sich um unentgeltliche Zusatzleistungen von Seiten der Casinobetreiber, die den Spieler zum Wetten animieren sollen. Dies kann vom Gratis-Parkplatz bis zu Gratis-Getränken oder Spielguthaben gehen.

## Betrug in Online-Casinos
Online-Casinos können in manchen Fällen versuchen, ihre Spieler zu betrügen. Dieses Risiko ergibt sich jedoch vorwiegend in Online-Casinos, die über keine Lizenz verfügen, da Aufsichtsbehörden in der Regel die Integrität des eingesetzten IT-Systems kontrollieren. Zu den am meisten verbreiteten unlauteren oder gar betrügerischen Geschäftspraktiken gehören:
- Unfaire Spiele: Die Spiele funktionieren anders, als es im Spielplan festgelegt ist. So kann die Gewinnchance durch Manipulation des Systems deutlich niedriger liegen, als sie ausgewiesen wird. Dies senkt die Rentabilität der Spiele.
- Blockierung der Auszahlungen: Online-Casinos können die Gewinnausschüttung an Spieler erschweren. Zwar müssen Transaktionen ohnehin verifiziert werden; jedoch können Casinos durch unnötige und unberechtigte Verzögerungen Auszahlungen zusätzlich verkomplizieren und somit faktisch verhindern.
- Falsche Werbung: Online-Casinos bieten für gewöhnlich verschiedene Aktionen an. Eine Benachteiligung des Spielers kann sich jedoch daraus ergeben, dass die realen Konditionen eines Aktionsangebots schlechter ausfallen, als sie in der Werbung ursprünglich dargestellt wurden.

## Legalität
Bei der Regulierung von Online-Casinos stehen Gesetzgeber vor der Herausforderung, das Spannungsverhältnis zwischen wirtschaftlichen Interessen der Anbieter und den Belangen der Suchtprävention aufzulösen. Zusätzlich erschweren die Dynamik des Internets und die länderübergreifende Bereitstellung von Angeboten eine effiziente Unterbindung illegaler Online-Casinos. Im Umgang damit verfolgt die internationale Praxis im Wesentlichen zwei verschiedene Ansätze: eine eng regulierte Legalisierung privater Glücksspielangebote einerseits und andererseits (oft gepaart mit einem staatlichen Monopol) eine Kriminalisierung. Die Strafbarkeit betrifft in den meisten Fällen allerdings nur die Angebotsseite. Nutzer von solchen Angeboten werden in der Regel nicht strafrechtlich verfolgt.
Zudem wählen diverse Staaten einen Mittelweg: Länder wie Belgien, Kanada, Schweden und Finnland unterbinden das private Glücksspiel nur teilweise. Sie verfügen jeweils über staatliche Glücksspielmonopole und vergeben keine Lizenzen an ausländische Spielbankenbetreiber. Als legal anzusehen sind innerhalb ihrer Gesetzgebung hingegen inländische Spielbanken, die lizenziert sind, auf ihrem Staatsgebiet zu agieren.

### Österreich
Die Automatenglücksspielverordnung wird einem Begutachtungsverfahren mit offener Teilnehmermöglichkeit unterzogen. Die Begutachtung begann am 20. Februar 2014 und endete am 6. März 2014. Nur noch wenige Casinos akzeptieren Spieler aus Österreich. In Österreich ist im Glücksspielgesetz geregelt, welche konkreten Spiele als Glücksspiele zählen. Glücksspiele im Sinne dieses Bundesgesetzes sind insbesondere die Spiele Roulette, Beobachtungsroulette, Poker, Black Jack, Two Aces, Bingo, Keno, Baccarat und Baccarat chemin de fer und deren Spielvarianten. Lediglich die Casinos Austria AG hat eine in Österreich gültige Konzession laut Glücksspielgesetz.

### Schweiz
In der Schweiz existiert seit dem 1. Juli 2019 ein Gesetz, welches Online-Casinos nur noch mit zusätzlicher Lizenz erlaubt. Ausschliesslich Schweizer Casinos mit einer Online-Zusatzkonzession sind berechtigt, ein Online-Casino zu betreiben. Das Angebot legaler Online-Casinos hat somit in der Schweiz deutlich abgenommen. Derzeit existieren zehn legale Online-Casinos in der Schweiz.

### Deutschland und Europa
Einige außereuropäische und innereuropäische Länder wie Isle of Man oder Malta bieten staatlich reglementierte und kontrollierte Glücksspiellizenzen an (z.B die MGA). Aufgrund der europäischen Gesetzgebung wie der Gewerbefreiheit ist es einzelnen europäischen Unternehmen möglich sich rechtlich über landesspezifische restriktive Gesetze hinwegzusetzen. Die innerhalb der Europäischen Union von Online-Casinos erzielten Einnahmen beliefen sich 2011 auf ca. 9,3 Mrd. Euro. Die restriktive Haltung Deutschlands wurde seitens der Europäischen Union in der Vergangenheit kritisiert. Die Bundesrepublik Deutschland wurde dazu aufgefordert, nachzuweisen, dass Spiele in Online-Casinos besonders suchtgefährdend seien. 2014 urteilte der Europäische Gerichtshof jedoch, dass ein generelles Verbot dem Allgemeinwohl diene. Im Rahmen der EU-Notifizierung des Glücksspielstaatsvertrages 2021 erneuerte die Europäische Kommission aber ihre bereits 2012 bei der Notifizierung des 1. Glücksspieländerungsstaatsvertrages vorgetragene Kritik an der deutschen Glücksspielregulierung, dass beim beibehaltenen Verbot von Online-Casino-Angeboten kein ausreichender wissenschaftlicher Nachweis für die Gefährlichkeit des Glücksspiels vorhanden und somit die Begründung entsprechend unzureichend sei. Die Forderung der Kommission, die Verhältnismäßigkeit des Verbotes nachzuweisen, sei nicht erfüllt worden.
Gemäß dem am 1. Juli 2012 in Kraft getretenen Glücksspiel-Änderungsstaatsvertrag ist das Betreiben eines Online-Casinos für deutsche Unternehmen generell verboten. Ausgenommen davon sind lediglich Online-Sportwetten und zwar nur soweit zumindest unter einem inzwischen gestoppten Konzessionsvergabeverfahren eine Lizenz beantragt wurde. Lediglich das Bundesland Schleswig-Holstein beschritt kurzzeitig einen Sonderweg und vergab im Jahr 2012 einige Lizenzen für Online-Casinos. Eine Novelle des Glücksspielrechts scheiterte 2017 an der Uneinigkeit unter den Bundesländern darüber, ob im Internet nur Sportwetten legalisiert werden sollen oder auch andere Arten des Glücksspiels.
2015 wurde ein Deutscher für das Spielen von Black Jack bei einem Online-Casino mit Sitz in Gibraltar vom Amtsgericht München zu einer Geldstrafe wegen Beteiligung am unerlaubten Glücksspiel verurteilt. Der gesamte Gewinn wurde eingezogen. In den Nutzungsbedingungen machte der ausländische Anbieter selbst darauf aufmerksam, dass das eigene Angebot in manchen Ländern illegal sein kann und Spieler dies selbst prüfen müssen. In zweiter Instanz wurde das Urteil wieder aufgehoben, da das deutsche Strafrecht bei Online-Glücksspiel nicht anwendbar sei.
Im März 2020 verständigten sich die deutschen Bundesländer auf den Glücksspielstaatsvertrag 2021, der am 1. Juli 2021 in Kraft trat und erstmals bundesweit Online-Casinospiele reguliert. Der Glücksspielstaatsvertrag 2021 unterscheidet dabei Online-Automatenspiele und Onlinepoker von den virtuellen Tischspielen Roulette, Black Jack oder Baccara, für die eigenständige Lizenzverfahren vorgesehen sind. Einsätze beim Spielen von Online-Automaten und Online Poker sind seit Inkrafttreten des Glücksspielstaatsvertrages am 1. Juli 2021 steuerpflichtig. Das Gesetz sieht einen Steuersatz von 5,3 % auf jeden getätigten Einsatz vor. Seither kann man offiziell und legal in ganz Deutschland bei Online-Casinos um Echtgeld spielen, solange der jeweilige Anbieter im Besitz einer gültigen Lizenz ist. Die Gemeinsame Glücksspielbehörde der Länder vergibt diese Lizenzen. Die sogenannte Whitelist ist auf der Website der Glücksspielbehörde einsehbar. Spielt man bei einem Casino ohne gültige Lizenz, kann sich der Spieler nach § 285 StGB (Beteiligung am unerlaubten Glücksspiel) strafbar machen. Hierbei droht eine Freiheitsstrafe bis zu sechs Monaten oder Geldstrafe bis zu einhundertachtzig Tagessätzen.

### USA
In den Vereinigten Staaten wurde das Online-Glücksspiel erstmals 1961 durch den Federal Wire Act reguliert, welcher allerdings nur Sportwetten adressierte und andere Formen von Online-Glücksspiel ausdrücklich ausschloss. Der 2006 erlassene Internet Gambling Enforcement Act (UIGEA) schränkt Banken und andere Kreditinstitute in Zahlungsempfängen und -sendungen bei Internet-Casinos ein, welche illegal auf US-amerikanischem Gebiet agieren. Allerdings wird nicht festgestellt, welche Casinos als legal bzw. illegal anzusehen sind. Damit ist die Regulierung von Online-Glücksspiel bis heute zu großen Teilen den einzelnen Staaten überlassen. Einige davon haben den Prozess der Legalisierung und Regulierung von Online-Casinos allerdings bereits begonnen.

### Australien
In Australien gilt seit 2001 der Interactive Gambling Act (IGA), der weltweit jeden Anbieter von Online-Casino-Spielen an Personen in Australien kriminalisiert. Er verbietet allerdings nur die Anbieter, nicht die Nutzung. Dadurch ist es in Australien zwar illegal Online-Casinos anzubieten, die Spieler dürfen diese Leistungen allerdings unbehelligt in Anspruch nehmen. Kein Anbieter wurde bisher angeklagt gegen den IGA verstoßen zu haben und viele Online-Casinos akzeptieren Spieler aus Australien.

### Kanada
Kanada ist eines der wenigen Länder, die nicht nur die Bereitstellung, sondern auch die Nutzung von Online-Casinos kriminalisiert, welche nicht staatlich lizenziert sind. Trotz dieser Regelung hat Kahnawake, ein Indianerreservat in Québec, in Eigeninitiative etwa 350 Glücksspiel-Websites lizenziert, ohne jemals strafrechtlich verfolgt worden zu sein.

### Belgien
Die belgische Gesetzgebung erlaubt das Online-Glücksspiel, allerdings nur unter sehr strikten Bedingungen.

## Online-Casino-Spiele
- Roulette, Online Poker, Black Jack
- Online-Spielautomat, Bakkarat, Bingo, Würfelspiel